# Deir Qaddis
Deir Qaddis (en árabe: دير قديس‎), a veces ortografiado Deir Qiddis, es una localidad palestina de la gobernación de Ramala y Al Bireh del Estado de Palestina, en el centro de Cisjordania, situada a dieciséis kilómetros al oeste de Ramala. Según la Oficina Central de Estadísticas de Palestina, la localidad contaba una población de 2452 habitantes en 2017. Tiene una superficie de 8207 dunams, de los cuales 438 dunams están clasificados como zona edificada.
Como resultado de los acuerdos de Oslo II de 1995, el 7,7 % de las tierras de Deir Qaddis fueron transferidas a la Autoridad Nacional Palestina sólo para asuntos civiles, la llamada Área B, pero Israel sigue manteniendo el control total del 92,3 % de la ciudad, que se encuentra en el Área C.

## Localización
El pueblo de Deir Qaddis es limítrofe con los pueblos palestinos de Ni'lin y Al Midya al oeste y suroeste, el pueblo palestino de Shabtin y los asentamientos israelíes de Nili y Na'ale al norte, el pueblo palestino de Kharbatha Bani Harith al este y el bloque del asentamiento israelí de Modi'in Illit al sur.

## Historia

### Período otomano
El pueblo se incorporó al Imperio otomano en 1517 con toda Palestina, y en 1596 aparecía en los registros fiscales como Dayr Qiddis en la Nahiya de Ramlah de la Liwa de Gazza. Tenía una población de 11 hogares, todos musulmanes, y pagaba un total de 5.400 akçe en impuestos por el trigo, la cebada, los cultivos de verano, los olivos y los árboles frutales, las cabras y las colmenas, y un lagar para aceitunas o uvas.
En 1838 Deir el-Kaddis figuraba como aldea, situada en el distrito de Beni Hasan, al oeste de Jerusalén.
En 1863, Guérin estimó que Deir el-Kaddis tenía unos 350 habitantes. Lo describió como una aldea situada en lo alto de un otero en cuyos flancos se habían excavado varios mausoleos. En un otero vecino se encontraban unas ruinas llamadas Khabet Deir Kaddis, restos de un pueblo de tamaño similar que tenía varias cisternas excavadas en la roca. Alrededor de 1870, una lista de aldeas otomanas mostraba que Deir el-Kaddis tenía 36 casas y una población de 112 habitantes, aunque el recuento de población incluía sólo a los hombres.
En 1883, la Encuesta sobre Palestina Occidental del Fondo para la Exploración de Palestina describió Deir el Kuddis como una pequeña aldea en lo alto de una colina, con jardines al norte, ruinas de un monasterio, una cueva y un pozo al este.

### Mandato Británico de Palestina
En el censo de Palestina de 1922, realizado por las autoridades del Mandato Británico, Deir Qaddis tenía una población de 299 habitantes, todos musulmanes, que aumentó en el censo de 1931 a una población de 368, todavía todos musulmanes, en 82 casas.
En las estadísticas de 1945, la población de Deir Qaddis era de 440 musulmanes, con 8.224 dunams de tierra, según una encuesta oficial sobre tierras y población. 1.815 dunams se destinaban a cultivos y tierras de regadío, 1.069 dunams a cereales, mientras que 8 dunams eran tierras edificadas (urbanas).

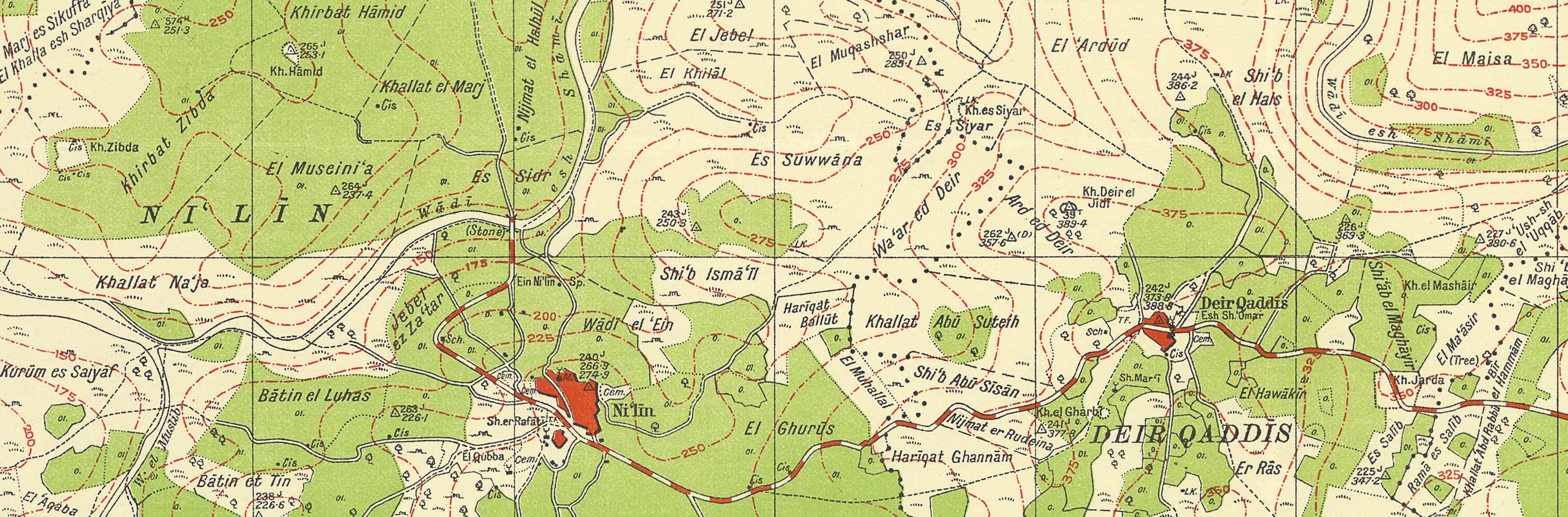
Deir Qaddis 1944 1:20,000
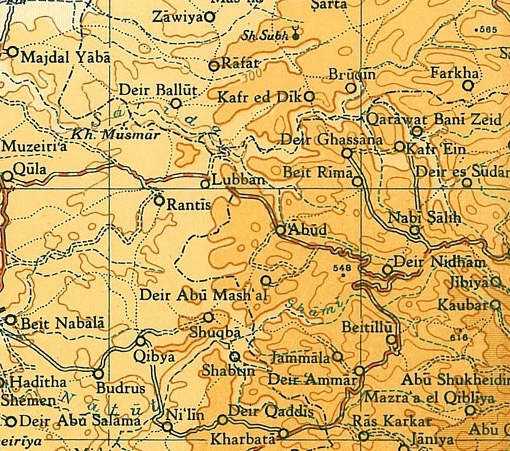
Deir Qaddis 1945 1:250,000

### Administración Jordana
Tras la guerra árabe-israelí de 1948 y los acuerdos de armisticio de 1949, Deir Qaddis quedó bajo dominio jordano. Jordania la anexionó en 1950.
En 1961, la población de Deir Qaddis era de 752 habitantes.

### Desde 1967
Deir Qaddis quedó bajo ocupación israelí durante la Guerra de los Seis Días de 1967. La población censada en 1967 por las autoridades israelíes era de 461 habitantes, 25 de los cuales procedían de territorio israelí.
Tras los acuerdos de 1995, el 7,7 % (621 dunams) de la superficie total del pueblo se ha clasificado como zona B, donde el gobierno palestino tiene el control total de los asuntos civiles, pero Israel sigue siendo el principal responsable de la seguridad. La mayor parte de la población de Deir Qaddis reside en la zona B. El 93,3 % restante es zona C, donde Israel mantiene el control total sobre la seguridad y la administración, y donde los palestinos tienen prohibido construir y gestionar las tierras a menos que cuenten con un permiso de la Administración Civil israelí. La mayoría de las tierras que se encuentran dentro del Área C son tierras confiscadas para aprovechamiento de los asentamientos, y parte de ella está aislada detrás del Muro de Separación.
Israel ha confiscado tierras de Deir Qaddis para construir parte de tres asentamientos israelíes:
- 1818 dunams para Modi'in Illit[3]
- 446 dunams para Nili[3]
- 471 dunams para Na'aleh[3]

El resto de estos asentamientos se construyó en tierras de las aldeas palestinas vecinas de Shabtin, Al-Itihad, Ni'lin, Bil'in y Kharbatha Bani Harith.
La construcción por Israel de la barrera israelí de Cisjordania, que concluyó en 2008, separó la aldea de parte de sus tierras que se quedaron en el lado israelí del muro. La primera vez que los aldeanos obtuvieron permiso para acceder a sus tierras tras la barrera fue en 2012.

## Infraestructura civil
Según datos de 2012, la aldea tiene tres escuelas públicas, gestionadas por el ministerio de Educación de Palestina: una escuela primaria para chicas y dos secundarias, una para chicas y otra para chicos. Al no haber bastantes plazas en secundaria para chicos, muchos de ellos tienen que desplazarse a Kharbatha Bani Harith, situado a tres kilómetros. Había también un jardín infantil de gestión privada.
Deir Qaddis tiene varios centros y servicios sanitarios: una clínica médica estatal y otra privada, un centro de salud estatal, una clínica dental privada y un centro estatal dedicado a maternidad e infancia. En ausencia de los servicios sanitarios necesarios o en caso de urgencia, los habitantes recurren a los centros de salud y dispensarios del pueblo de Ni'lin, a 3 km de la localidad, o al Hospital público de Ramala, a 25 km de distancia.